# دانهام ۳۱۲۳
سیارک ۳۱۲۳ (به انگلیسی: 3123 Dunham، نامگذاری:1981QF2) سه هزار و صد و بیست و سومین سیارک کشف شده‌است که در ۳۰ اوت ۱۹۸۱ کشف شد.
قدر مطلق سیارک برابر ۱۳٫۵۴ است.